# Цуруми, Сюдзи
Сюдзи Цуруми (яп. 鶴見 修治 Цуруми Сю:дзи, р.29 января 1938) — японский гимнаст, олимпийский чемпион и чемпион мира.
Сюдзи Цуруми родился в 1938 году в Токио; закончил Японский университет физической культуры.
В 1960 году на Олимпийских играх в Риме Сюдзи Цуруми завоевал бронзовую медаль в упражнениях на коне, а также золотую в составе команды. В 1962 году он также в составе команды стал обладателем золотой медали чемпионата мира. В 1964 году на Олимпийских играх в Токио Сюдзи Цуруми завоевал одну золотую и три серебряных медали. На чемпионате мира 1966 года он завоевал серебряную медаль (и золотую в составе команды).
В 2008 году Сюдзи Цуруми был включён в Международный зал славы спортивной гимнастики.